# احتشاء الثرب
احتشاء الثرب ، أو الالتواء الثربي ، هو اضطراب وعائي حاد يؤثر على أنسجة الثرب الأكبر - أكبر طية صفاقية في البطن .

## العلامات والأعراض
سيعاني المرضى من ظهور مفاجئ لتشنجات أو آلام في البطن أو " غرزة ". يتركز الألم في منطقة السرة ويمكن أن ينتشر إلى أسفل الظهر والمناطق المحيطة بها. 

## الأسباب
احتشاء الثرب هو سبب نادر لألم البطن الحاد، وتُقدّر نسبة حدوثه بأقل من 4 حالات بين كل 1000 حالة من حالات التهاب الزائدة. غالبًا ما يظهر على شكل ألم في الجانب الأيمن من البطن، لكن في بعض الأحيان ممكن يسبب ألم في الجانب الأيسر أو حتى في أعلى البطن (المنطقة فوق المعدة).
غالبية الحالات تكون في الجهة اليمنى، والسبب في ذلك يرجع إلى أن الأوعية الدموية في هذا الجزء من الثرب أضعف، بالإضافة إلى أن حجمه أطول وحركته أكثر مقارنة بالجهة اليسرى، مما يجعله أكثر عرضة للالتواء.
السمنة تُعتبر من أبرز عوامل الخطورة، لأن تراكم الدهون في الثرب يضغط على الأوعية الدموية ويمنع وصول الدم للأطراف البعيدة من الثرب، ويزيد كذلك احتمالية الالتفاف (الالتواء).
وفيه عوامل خطورة ثانية مثل:
- كثرة كريات الدم الحمراء (polycythemia)
- زيادة قابلية الدم للتجلّط
- التهابات الأوعية الدموية (vasculitides)
- وبعض الظروف اللي ممكن تسبب التواء مثل: الإصابات، الحركات المفاجئة، السعال القوي، الأكل الثقيل، وزيادة حركة الأمعاء.

تاريخيًا، تم تشخيص احتشاء الثرب فقط أثناء الجراحة بسبب التهاب الزائدة الدودية المفترض أو أسباب أخرى لآلام البطن الحادة. ولكن مع زيادة استخدام التصوير، وخاصة التصوير المقطعي المحوسب للبطن (CT) في التشخيص الأولي لمرض البطن الحاد، يتم تشخيص المزيد من حالات احتشاء الثرب قبل الجراحة. وقد أدى هذا أيضًا إلى ملاحظة أن احتشاء الثرب هو حالة محدودة بذاتها ويمكن إدارتها بشكل متحفظ. في الوقت الحالي، يعد العلاج المحافظ والجراحة هما الخياران العلاجيان الوحيدان لاحتشاء الثرب، مع عدم وجود إجماع حول أفضل طريقة علاج. يعد الإصابة بالتهاب الزائدة الدودية الحاد واحتشاء الغدة الدرقية أمرًا نادرًا للغاية مع الإبلاغ عن حالتين فقط في الأدبيات: واحدة في أنثى بالغة والأخرى في فتاة تبلغ من العمر 7 سنوات. 

## تشخيص
يتم عادة استنتاج التشخيص من خلال فحص التصوير المقطعي المحوسب للبطن والذي يظهر كتلة موضعية من الغشاء الزلالي تبدو ملتهبة.

## علاج
قد يشمل العلاج المحافظ المضادات الحيوية والأدوية المضادة للالتهابات ومسكنات الألم.